# Сезон «Атлетік» (Більбао) 1901
| «Атлетік» (Більбао) у сезоні 1901 | «Атлетік» (Більбао) у сезоні 1901 |
| --------------------------------- | --------------------------------- |
| Ліга                              |                                   |
| Місце в лізі                      |                                   |
| Раунд у Кубку                     |                                   |
| Старший тренер                    |                                   |
| Тренери                           |                                   |
| Начальник команди                 |                                   |
| Стадіон                           | Ламіако (Більбао);                |
| Капітан                           |                                   |
| Найкращий бомбардир у лізі        |                                   |
| Найбільше матчів у лізі           |                                   |

Сезон «Атлетік» (Більбао) 1901 — установчий сезон в історії футбольного клубу «Атлетік» (Більбао). Команда відтоді носила назву «Athletic Club».

## Створення клубу
5 вересня 1901 року в кав'ярні Ґарсія була проведена зустріч прихильників команди «Атлетік Клуб», в ході якої було встановлено більш формальні футбольні та адміністративні правила поміж ними всіма. Офіційно першими засновниками клубу стали 33 його футболісти та прихильники, а Луїс Маркес Мармолехо був обраний першим очільником клубу.
Поміж сучасних футбольних істориків точаться запеклі суперечки щодо офіційної дати заснування команди: офіційно клуб визнає дату 1898, але інші джерела пристають на інакші дати — 1901 чи 1903 роки.

## Сезон
В ті часи, футбольний сезон тривав на англійський манер - з жовтня по травень (майже календарний поточний рік) розпочинався наприкінці осені із різдвяними вакаціями та активними іграми весною, потім була тривала літня пауза. Гравці збиралися не на постійні основі (тож і вважається рівнем аматорів). Ігри та тренування відбувалися на малопристосованих площадках чи іподромах, найчастіше на площадці, що поруч гімназії, яка носила назву Камп-де-Сант-Євгенія (Campa de Santa Eugenia).
Докладної інформації щодо кількості та результатів матчів баскської команди в 1901 році обмаль. Дослідники баскського футболу відзначають тільки наявність товариських ігор на стадіоні Ламіако, в передмісті Більбао.